# 1982-es Formula–1 detroiti nagydíj
A kelet-amerikai volt az 1982-es Formula–1 világbajnokság hetedik futama.

## Futam
| Helyezés | #  | Versenyző          | Csapat/Motor    | Körök | Idő/Kiesés oka | Rajthely | Pontszám |
| -------- | -- | ------------------ | --------------- | ----- | -------------- | -------- | -------- |
| 1        | 7  | John Watson        | McLaren-Ford    | 62    | 1:58:41,043    | 17       | 9        |
| 2        | 25 | Eddie Cheever      | Ligier-Matra    | 62    | + 15,726       | 9        | 6        |
| 3        | 28 | Didier Pironi      | Ferrari         | 62    | + 28,077       | 4        | 4        |
| 4        | 6  | Keke Rosberg       | Williams-Ford   | 62    | + 1:11,976     | 3        | 3        |
| 5        | 5  | Derek Daly         | Williams-Ford   | 62    | + 1:23,757     | 12       | 2        |
| 6        | 26 | Jacques Laffite    | Ligier-Matra    | 61    | + 1 kör        | 13       | 1        |
| 7        | 17 | Jochen Mass        | March-Ford      | 61    | + 1 kör        | 18       |          |
| 8        | 29 | Marc Surer         | Arrows-Ford     | 61    | + 1 kör        | 19       |          |
| 9        | 4  | Brian Henton       | Tyrrell-Ford    | 60    | + 2 kör        | 20       |          |
| 10       | 16 | René Arnoux        | Renault         | 59    | + 3 kör        | 15       |          |
| 11       | 20 | Chico Serra        | Fittipaldi-Ford | 59    | + 3 kör        | 26       |          |
| HN       | 15 | Alain Prost        | Renault         | 54    | + 8 kör        | 1        |          |
| Kiesett  | 12 | Nigel Mansell      | Lotus-Ford      | 44    | Motorhiba      | 7        |          |
| Kiesett  | 8  | Niki Lauda         | McLaren-Ford    | 40    | Ütközés        | 10       |          |
| Kiesett  | 3  | Michele Alboreto   | Tyrrell-Ford    | 40    | Kicsúszás      | 16       |          |
| Kiesett  | 23 | Bruno Giacomelli   | Alfa Romeo      | 30    | Ütközés        | 6        |          |
| Kiesett  | 11 | Elio de Angelis    | Lotus-Ford      | 17    | Váltó          | 8        |          |
| Kiesett  | 10 | Eliseo Salazar     | ATS-Ford        | 13    | Kicsúszás      | 25       |          |
| Kiesett  | 14 | Roberto Guerrero   | Ensign-Ford     | 6     | Ütközés        | 11       |          |
| Kiesett  | 2  | Riccardo Patrese   | Brabham-Ford    | 6     | Ütközés        | 14       |          |
| Kiesett  | 22 | Andrea de Cesaris  | Alfa Romeo      | 2     | Erőátvitel     | 2        |          |
| Kiesett  | 31 | Jean-Pierre Jarier | Osella-Ford     | 2     | Gyújtás        | 22       |          |
| Kiesett  | 9  | Manfred Winkelhock | ATS-Ford        | 1     | Kicsúszás      | 5        |          |
| Kiesett  | 18 | Raul Boesel        | March-Ford      | 0     | Ütközés        | 21       |          |
| Kiesett  | 30 | Mauro Baldi        | Arrows-Ford     | 0     | Ütközés        | 24       |          |
| Kiesett  | 32 | Riccardo Paletti   | Osella-Ford     | 0     |                | 23       |          |
| NK       | 19 | Emilio de Villota  | March-Ford      |       |                |          |          |
| NK       | 1  | Nelson Piquet      | Brabham-BMW     |       |                |          |          |
| NK       | 33 | Jan Lammers        | Theodore-Ford   |       |                |          |          |

## A világbajnokság élmezőnyének állása a verseny után
| H  | Versenyzők       | Pont | H  | Konstruktőrök | Pont |
| -- | ---------------- | ---- | -- | ------------- | ---- |
| 1. | John Watson      | 26   | 1. | McLaren-Ford  | 38   |
| 2. | Didier Pironi    | 20   | 2. | Williams-Ford | 26   |
| 3. | Alain Prost      | 18   | 3. | Ferrari       | 23   |
| 4. | Keke Rosberg     | 17   | 4. | Renault       | 22   |
| 5. | Riccardo Patrese | 13   | 5. | Brabham-Ford  | 15   |
| 6. | Niki Lauda       | 12   | 6. | Lotus-Ford    | 14   |

## Statisztikák
Vezető helyen:
- Alain Prost: 22 (1-22)
- Keke Rosberg: 14 (23-36)
- John Watson: 26 (37-62)

John Watson 4. győzelme, Alain Prost 5. pole-pozíciója, 4. leggyorsabb köre.
- McLaren 28. győzelme.